# Wolfgang Stendar
Wolfgang Stendar (* 23. Mai 1929 in Hamburg; † 2. November 2017 ebenda) war ein deutscher Schauspieler.

## Leben
Stendar ist in Hamburg aufgewachsen. Er erhielt Schauspielausbildung bei Karl Wüstenhagen. Von 1947 bis 1949 wirkte er am Stadttheater Itzehoe. Dort hatte er mit 19 Jahren eine erste Begegnung mit der Bühnenbildnerin Renate Feuerbaum, die er bald ehelichte.
. Von 1949 bis 1953 spielte er am Staatstheater Oldenburg und von 1953 bis 1996 am Schauspielhaus Zürich. 1960–1970 war er zugleich jeweils eine halbe Spielzeit ständiges Mitglied am Burgtheater Wien.
Mit dem Burgtheater hatte er Gastspiele in Warschau, Moskau und Israel. Mit dem Schauspielhaus Zürich hatte er Gastspiele in Paris, Mailand und Israel. Gastrollen waren am Schauspielhaus Düsseldorf mit Gustaf Gründgens, am Deutschen Schauspielhaus Hamburg, an der freien Volksbühne Berlin, an den Kammerspielen München und bei den Festspiele Salzburg, Bregenz, Bad Hersfeld, Schwäbisch Hall, Jagsthausen.
Film- und Fernsehrollen bekam er in Deutschland, Österreich und der Schweiz. Stendar war auch Sprecher in Konzerten und Opern sowie bei Hörspiel- und Literatursendungen an deutschsprachigen Sendern. Er gab Lesungen in Matineen und Soireen im In- und Ausland mit Programmen klassischer und moderner Autoren.

## Die Rückkehr
1996 kehrte Stendar mit seiner Frau Renate Feuerbaum in seine Heimatstadt Hamburg zurück. Dort verstarb die 1920 in Dortmund geborene Bühnenbildnerin, Bildhauerin und Malerin am 27. Februar 2020 im Alter von fast 100 Jahren. Vor dem Wegzug des kinderlosen Ehepaars von seinem langjährigen Wohnort Zürich hatte es die Nachlass-Regelung zu Gunsten verschiedener Kultureinrichtungen im In- und Ausland getroffen.
Ein Teil des schriftlichen Nachlasses wurde dem Stadtarchiv Zürich übereignet.

## Auszeichnungen und Ehrungen
- 1979 erhielt Stendar eine Ehrung des Kantons Zürich für kulturelle Verdienste.
- 1993 folgte eine Ehrung mit der „Goldenen Nadel“ des Schauspielhauses Zürich.
- 1995 kam noch die  Ehrung für Verdienste um das Theater und die Literatur mit dem „Bundesverdienstkreuz l. Klasse“ durch den Bundespräsidenten Roman  Herzog hinzu.
- 2004 Porträtbüste von Stendar, geschaffen von der Bildhauerin Renate Feuerbaum, präsentiert im Museum Europäischer Kunst (Nörvenich).

## Filmografie
- 1962: Antigone (Fernsehfilm)
- 1964: Der Gefangene der Botschaft (Fernsehfilm)
- 1973: Ein Fall für Männdli: Die Verrückte
- 1978: Die Schweizermacher
- 1989: Schneller als das Auge (Quicker Than the Eye)
- 1992: Die Ringe des Saturn (Fernsehfilm)

## Hörspiele (Auswahl)
- 1967: Yasushi Inoue: Das Jagdgewehr – Bearbeitung und Regie: Klaus Gmeiner (Hörspielbearbeitung – ORF Salzburg)
- 1981: Rolf Schneider: Sommer in Nohant – Regie: Ferry Bauer (Hörspiel – ORF Oberösterreich)
- 1981: Franz Kafka: In der Strafkolonie (Reisender) – Regie: Claude Pierre Salmony (Hörspiel – SR DRS)
- 1982: Franz Theodor Csokor: Calypso (Kalypso) – Regie: Ferry Bauer (Hörspielbearbeitung – ORF Oberösterreich)